# Chojnowe Jezioro
Chojnowe Jezioro – jezioro wytopiskowe w Polsce położone w województwie pomorskim, w powiecie kartuskim, w gminie Sulęczyno na obszarze Pojezierza Kaszubskiego. Pełni wraz z sąsiadującym na wschodzie jeziorem Warlińskie (Warleńskim) głównie funkcje rekreacyjno-turystyczne.

## Dane morfometryczne
Powierzchnia zwierciadła wody według różnych źródeł wynosi od 15,0 ha. Zwierciadło wody położone jest na wysokości 195,3 m n.p.m..

## Hydronimia
Według urzędowego spisu opracowanego przez Komisję Nazw Miejscowości i Obiektów Fizjograficznych (KNMiOF) nazwa tego jeziora to Chojnowe Jezioro. W różnych publikacjach i na mapach topograficznych jezioro to występuje pod nazwą Chojnackie lub Chojnickie.